# Le Temps suspendu
Pour plus de détails, voir Fiche technique et Distribution.
Le Temps suspendu (titre original : Megáll az idő) est un film hongrois, réalisé par Péter Gothár en 1981 et sorti en 1982.

## Synopsis
L'action se situe au cours de la première moitié des années soixante, dans une école secondaire de Budapest. Le jeune Dénes est tourmenté et renfermé. Il refuse les avances de Magda qui lui plaît pourtant. Au moment de l'insurrection de Budapest, son père a combattu les armes à la main, puis il a dû fuir clandestinement à l'étranger. Sa mère et son frère éprouvent de réelles difficultés à élever Dénes et lorsqu'un ami de son père, libéré de prison, s'installe chez eux, son comportement ne s'améliorera guère... Puis, il décide, à son tour, de quitter la Hongrie, mais, en fin de compte, il n'en fera rien.

## Fiche technique
- Titre original : Megáll az idő
- Titre français : Le Temps suspendu
- Réalisation : Péter Gothár
- Scénario : Géza Bereményi, P. Gothár
- Photographie : Lajos Koltai - Eastmancolor, format 35 mm
- Musique : György Selmeczi
- Production : Mafilm - Studio Budapest
- Durée : 99 minutes
- Pays de production :  Hongrie
- Année de réalisation : 1981
- Date de sortie :
  - France : Festival de Cannes : mai 1982
- Genre : Film dramatique

## Distribution
- István Znamenak : Dénes (Dini)
- Henrik Pauer : Gábor
- Sándor Söth : Pierre
- Péter Gálfy : Vilmon
- Anikó Iván : Magda
- Ági Kakassy : la mère
- Pál Hetényi : le père
- Hanna Honthy (dans des images d'archive)
- Dezsö Kellér (dans des images d'archive)